# Duane Barry
"Duane Barry" é o quinto episódio da segunda temporada da série de ficção científica The X-Files. Ele foi exibido pela primeira vez nos Estados Unidos e Canadá no dia 14 de outubro de 1994 pela Fox. O episódio foi escrito e dirigido pelo criador e produtor executivo Chris Carter. "Duane Barry" teve um índice Nielsen de 8.9 e foi assistido por 8.5 milhões de domicílios. O episódio foi bem recebido pela crítica.
No enredo, Fox Mulder se envolve em uma negociação de reféns com Duane Barry, um homem que acabou de fugir de um hospital psiquiátrico e que alega ter sido abduzido por alienígenas várias vezes. A história de "Duane Barry" foi um ponto chave para The X-Files, marcando o início dos eventos que levariam a abdução de Dana Scully e que posteriormente a fariam desenvolver câncer na quarta e quinta temporadas. Ele também levou ao nascimento de seu filho, William, no final da oitava temporada.
O episódio marcou a estreia de Carter na direção. Apesar de nunca ter trabalhado como diretor antes, ele acabaria por dirigir episódios como "The List", "The Post-Modern Prometheus", "Triangle" e "Improbable", além do filme The X-Files: I Want to Believe. A história de "Duane Barry" foi inspirada pela verdadeira história de Phineas Gage, um conhecido caso médico do século XIX.

## Enredo
Em 1985, na cidade de Pulaski, Virgínia, Duane Barry é abduzido por alienígenas. Oito anos depois, Barry tornou-se um violento paciente em um hospital psiquiátrico, recusando-se a tomar seus medicamentos e insistindo de que os alienígenas estão voltando para pegá-lo. Ele ataca um guarda e rouba sua arma, levando o Dr. Hakkie, o psiquiatra chefe, como refém antes de escapar. Barry quer voltar ao lugar de sua abdução original junto com o Dr. Hakkie, esperando que os alienígenas levem o médico em seu lugar. Porém, como não consegue lembrar-se do exato local, ele vai para uma agência turismo em Richmond e pega três atendentes como reféns.
Fox Mulder e Alex Krycek são chamados pela Agente Lucy Kazdin para a negociação dos reféns, já que Barry insiste já ter sido abduzido. Mulder liga para Dana Scully pedindo ajuda, querendo que ela pesquise o histórico de Barry. Mulder atua como o negociador, ligando para Barry para que o homem confie nele e termine a situação pacificamente. Barry descobre o plano, fazendo Mulder descobrir que ele é um ex-agente do FBI. Ocorre uma queda de energia, assustando Barry a ponto dele disparar sua arma, acertando um dos reféns. Mulder entra na agência de turismo como paramédico. Barry solta o refém ferido em troca de Mulder, que é instruído a fazer com que Barry vá para a porta da agência para que atiradores de elite disparem contra ele.
Scully chega no local e revela que o lobo frontal do cérebro de Barry foi danificado quando ele foi baleado na cabeça em 1982; ela acha que o ferimento transformou o homem em um mentiroso patológico psicopata. Mulder fala com Barry, que afirma que os alienígenas realizaram dolorosos teste nele e colocaram dispositivos de rastreamento no seu corpo. Mulder, contra as ordens de Kazdin, diz a Barry que ele acredita na história, convencendo-o a libertar duas reféns. Porém, quando Mulder pergunta se ele está mentindo, Barry fica furioso. Mulder engana Barry e o faz ir até a porta, onde ele é baleado por um atirador de elite.
No dia seguinte, Mulder visita Barry no hospital. A Agente Kazdin o recebe, revelando que implantes metálicos foram encontrados no corpo de Barry e que pequenos buracos foram achados nos seus dentes, da mesma maneira que ele havia descrito anteriormente. Mulder entrega um dos implantes a Scully, que o manda para um especialista em balística; eles encontram um código de barras microscópico implantado no objeto. Mais tarde, em um supermercado, Scully passa o implante no leitor de código de barras do caixa, fazendo a máquina entrar em pane e exibir um estranho número de série. Em casa, Scully deixa uma mensagem na secretária eletrônica de Mulder, sugerindo que Barry havia sido "catalogado" com o implante. Logo em seguida, Barry, que havia fugido do hospital, invade a casa de Scully e a sequestra.

## Produção

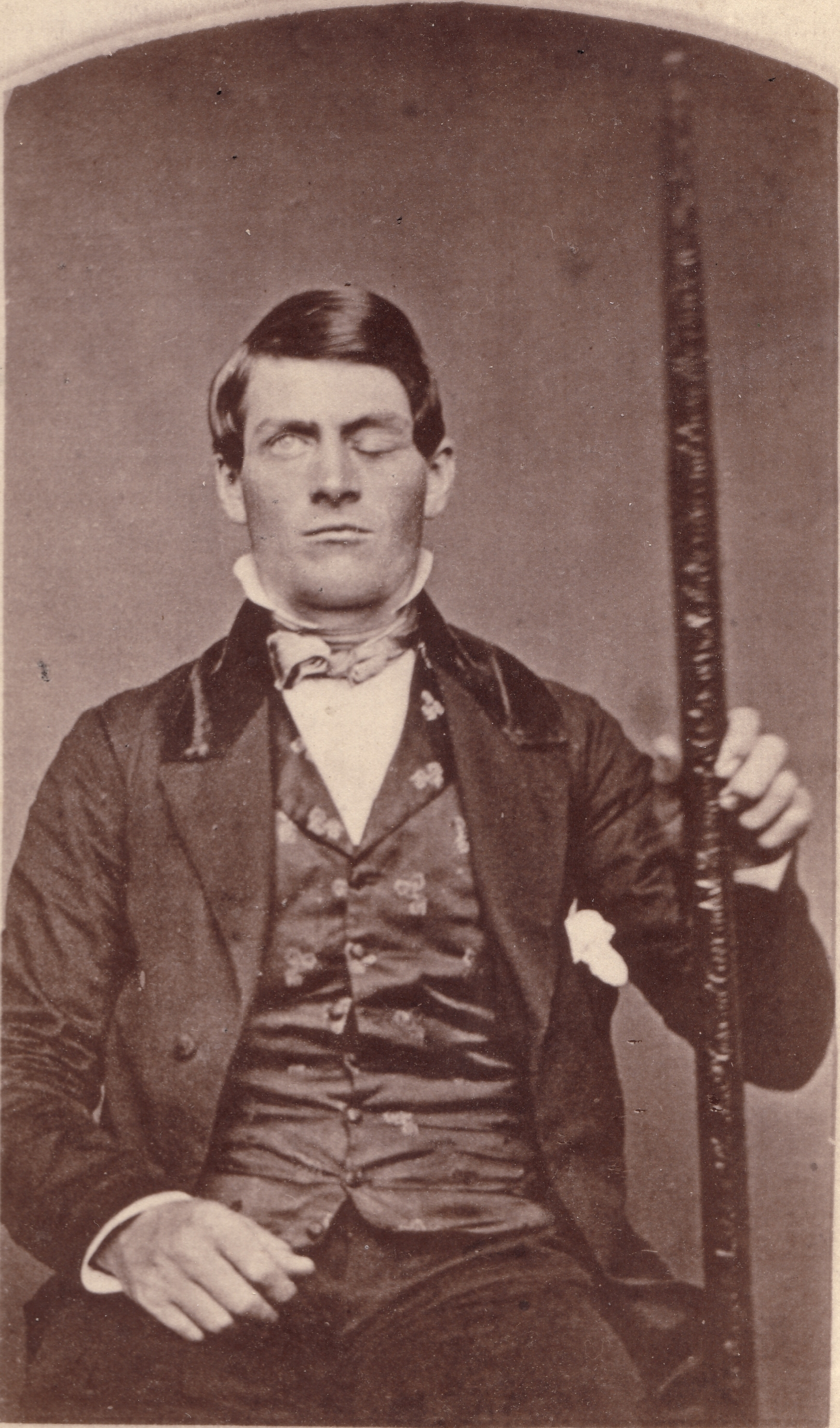
Parte do episódio foi inspirado na história real de Phineas Gage

### Desenvolvimento
"Duane Barry" foi originalmente planejado como um episódio independente pertencente ao arco de mitologia da série, porém a gravidez da atriz Gillian Anderson levou à criação de uma história em duas partes, já que a equipe precisava fazer Dana Scully desaparecer para Anderson poder dar à luz. O episódio seguinte, "Ascension", foi escrito por Paul Brown.
A grande inspiração de Carter para o episódio veio da história de Phineas Gage, um homem que passou por uma grande mudança pessoal após um acidente ter feito uma barra de ferro atravessar sua cabeça. Porém, a ideia de que Gage tornou-se violento, amoral e um mentiroso patológico como Scully o descreve não tem nenhuma fundação histórica. A ideia dos alienígenas usarem uma broca dentária em Barry foi inspirada pelo vizinho de Carter, que disse ter sido abduzido e que os alienígenas fizeram buracos em seus dentes – um dentista posteriormente os analisou e disse que eles não poderiam ter sido feitos com os equipamentos que ele conhecia.
Os alienígenas vistos no início do episódio foram interpretados por crianças. Carter escreveu o papel de Duane Barry com Steve Railsback em mente, dizendo "Eu tinha resistido a escolha de nomes conhecidos porque isso te tira do programa; faz o programa menos crível. Mas há atores que gritam para o papel". Originalmente, o personagem chamaria-se Duane Garry, porém foi alterado para Duane Barry depois da equipe ter descoberto a existência de uma pessoa com esse mesmo nome dentro do FBI. Carter afirmou não ter gostado do nome inicialmente, mas com o tempo ele se acostumou.

### Filmagens
"Foi na verdade um bom teste das minhas habilidades. Eu vinha me comunicando com diretores por 30 episódios, dizendo a eles o que eu queria. Agora era a chance de mostrar a eles o que eu queria."
— Chris Carter

Este episódio marcou a estreia de Carter na direção. Sendo seu primeiro trabalho como diretor, David Nutter o ajudou e o aconselhou sobre o que fazer. Com o auxílio de Nutter, Carter aprendeu como decupar cenas. Ao comentar sua experiência, ele disse que algumas vezes seguia os conselhos de Nutter "à risca". Ao dirigir o episódio, Carter queria criar um clima diferente, focando-se mais nas interpretações dos atores. Carter declarou que dirigindo foi que ele aprendeu sobre "coisas que você assume serem garantidas como roteirista e produtor" e que levam a "concessões" para aquilo que não podia ser feito em tela, comparando o episódio com uma peça de teatro já que sua maior parte se passa em um único local, a agência de turismo.
Durantes as filmagens da abdução de Barry, a equipe gastou todo um rolo de filme, que, de acordo com Carter, deu a cena um "efeito bem misterioso". Filmar aquela cena foi uma "verdadeira prova" para ele. Carter ficou satisfeito com o resultado, dizendo ter conseguido mostrar aos telespectadores sua verdadeira visão para The X-Files. A equipe dos efeitos visuais colocou uma enorme luz sobre a casa onde Barry é abduzido. Demorou 45 minutos para gravar a cena. De acordo com Carter, trabalho em equipe foi essencial para realizar a cena. Ele comenta que foi forçado a ficar "atrás das câmeras" para ver os resultados finais. Para os experimentos, Railsback foi colocado em um molde plástico de suas costas enquanto era levantado por um dispositivo hidráulico, e teve água esguichada de sua boca para a broca dentária.

## Repercussão
"Duane Barry" estreou na Fox no dia 14 de outubro de 1994. O episódio teve um índice Nielsen de 8.9 e uma participação de 16 pontos, significando que aproximadamente 8.9% de todos os domicílios com televisão e 16% dos domicílios com televisões ligadas estavam assistindo ao episódio. Ele foi assistido por 8.5 milhões de domicílios. A atriz CCH Pounder foi indicada ao Primetime Emmy Award de "Melhor Atriz Convidada em Série Dramática", enquanto Carter recebeu uma indicação na categoria de "Melhor Roteiro em Série Dramática". O episódio também foi indicado nas categorias de "Melhor Realização Individual de Edição de Som para uma Série" e "Melhor Realização Individual em Edição para uma Série – Produção de Câmera Única". O diretor de fotografia John S. Bartley também recebeu uma indicação do American Society of Cinematographers por "Melhor Realização em Televisão Episódica".
O episódio foi bem recebido pela equipe e elenco da série. O produtor Joseph Patrick Finn elogiou a direção de Carter, dizendo "Todos estávamos nervosos fazendo aquele, porque Chris Carter era um diretor novato. Acabou que ele dirigiu muito bem ... era um grande roteiro, um grande elenco e ele acabou dirigindo um golaço. Uma das melhores coisas foi seu final, onde temos essas cabeças alienígenas colocadas em crianças. Foi tão encantador vê-los no cenário entre as tomadas, brincando com Chris e todo mundo". O ator David Duchovny comentou a direção de Carter, "Chris apareceu meticulosamente preparado, o que é sua natureza. Acho que seu primeiro episódio foi ótimo". O próprio Carter descreveu "Duane Barry" como um de seus episódios favoritos, porque "era minha chance de meio que fazer tudo, e saiu bem melhor do que eu havia imaginado".
O episódio recebeu críticas muitos positivas. Matt Roush do USA Today afirmou que a interpretação de Railsback como Duane Barry rivalizava com sua interpretação de Charles Manson na minissérie Helter Skelter. O Contra Costa Times chamou o episódio de "seminal". O San Jose Mercury News disse que Railsback deu a "interpretação definitiva de The X-Files. Robert Shearman e Lars Pearson, no livro Wanting to Believe: A Critical Guide to The X-Files, Millennium & The Lone Gunmen, deram ao episódio uma nota cinco estrelas de cinco. Os dois o chamaram de o "melhor da carreira de Chris Carter" e elogiaram o roteiro e a direção, percebendo que ambos foram feitos "vigorosamente" e "apaixonadamente". Shearman e Pearson aplaudiram a simplicidade de "Duane Barry", citando esse aspecto como o fato que o fez se destacar dentre o resto. Escrevendo para a The A.V. Club, Zack Handlen o nomeou como um episódio "essencial" de The X-Files. Além disso, ele elogiou a interpretação de Railsback, dizendo que "há uma grande intensidade em suas melhores interpretações que faz impossível você desviar o olhar dele; mas você ainda consegue aceitar ao pé da letra tudo o que ele diz".